# 安卡拉纳保护区
安卡拉纳保护区（法語：Réserve spéciale d'Ankarana）是马达加斯加迪亚纳大区的一個保護區，成立于1956年。保護區境內有由中侏罗纪時期的石灰岩所組成、由部分植被覆盖的高原。 該保護區年平均降雨量约2,000公厘，保護區內部分岩石被侵蚀而形成洞穴，並形成伏流，这是一种喀斯特地形，崎嶇的地形與茂密的植被阻礙人類進入該地區。
保護區南部的入口位於馬哈馬西娜（Mahamasina），有6號國道經過。此處位於安齊拉納納西南方約108公里，安比盧貝東北方約29公里。該保護區於2008年列為馬達加斯加世界遺產預備名單，編號5314。

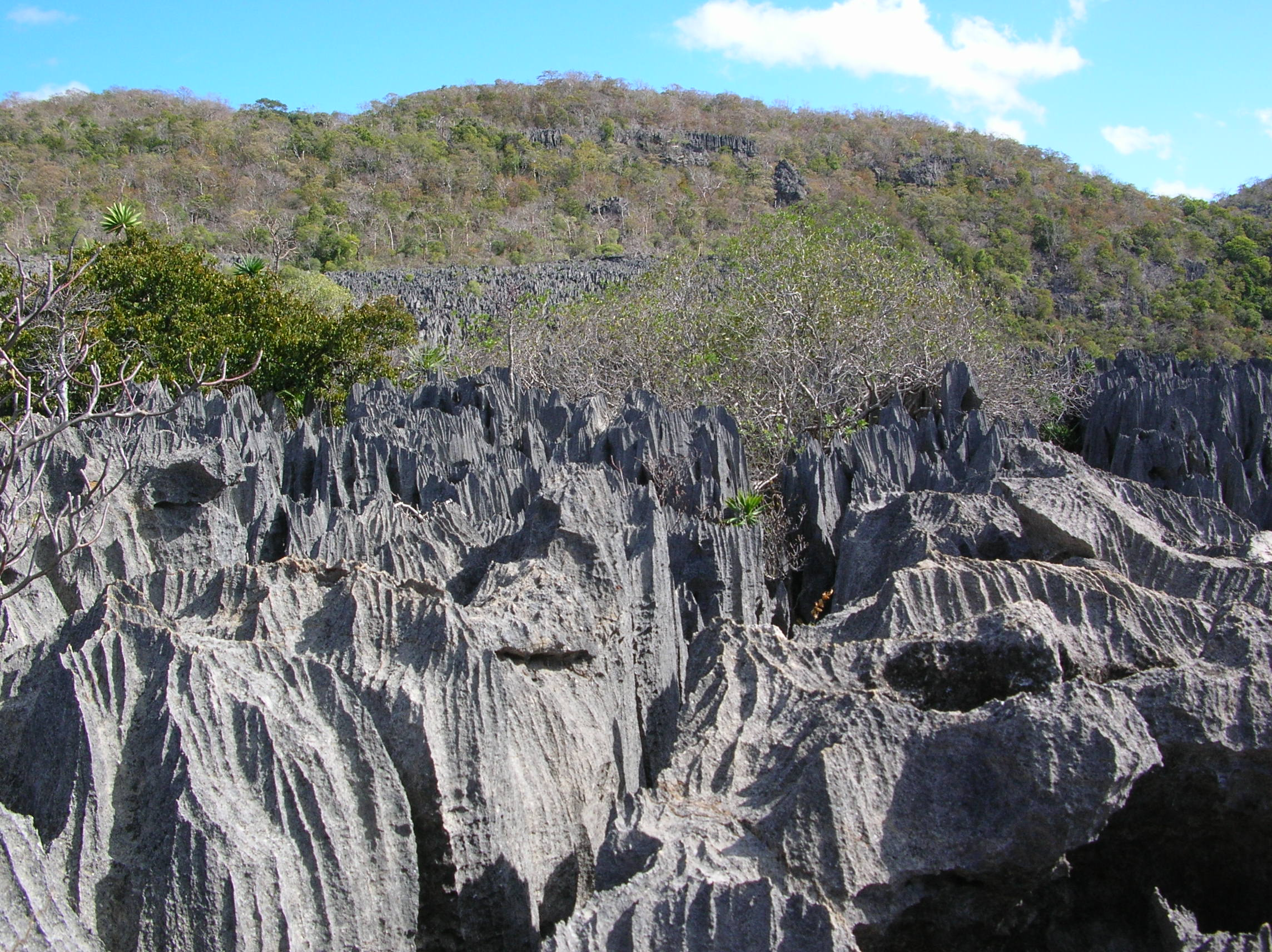
安卡拉纳高原，「人類無法涉足之地」（tsingy）

## 地理
高原的东面缓慢倾斜，但西面突然止於一个从北向南延伸25公里的陡峭悬崖，稱“安卡拉纳之墙”（Wall of Ankarana），此墙高达280公尺。在南面，石灰岩块断裂成独立的尖顶，被称为塔式岩溶（tower karst）。在高原的中心，地震活动和億萬年的降雨将石灰岩溶解在深谷中，有时会重新沉积成流石带。在钙化的上层被完全侵蚀的地方，较硬的基岩被蚀成「黥基」（意為人類無法涉足之地）的通道和山脊。该地区到处都是玄武岩巨石，玄武岩也滲入山块深處的峽谷中。

## 探索
1960年代起，旅居国外的法国人让·杜弗洛斯（Jean Duflos，在当地结婚后改名为让·拉多菲劳，Jean Radofilao）与洞穴学家一起对山块的洞穴系统和地下河进行探索。他们绘制了山块内约100公里的洞穴通道。安德拉菲贝洞穴是最容易进入的洞穴之一，仅该洞穴就包括至少8.035公里的水平通道。该山丘有马达加斯加最长的洞穴系统，也是非洲最大的地下洞穴網路。

## 動物

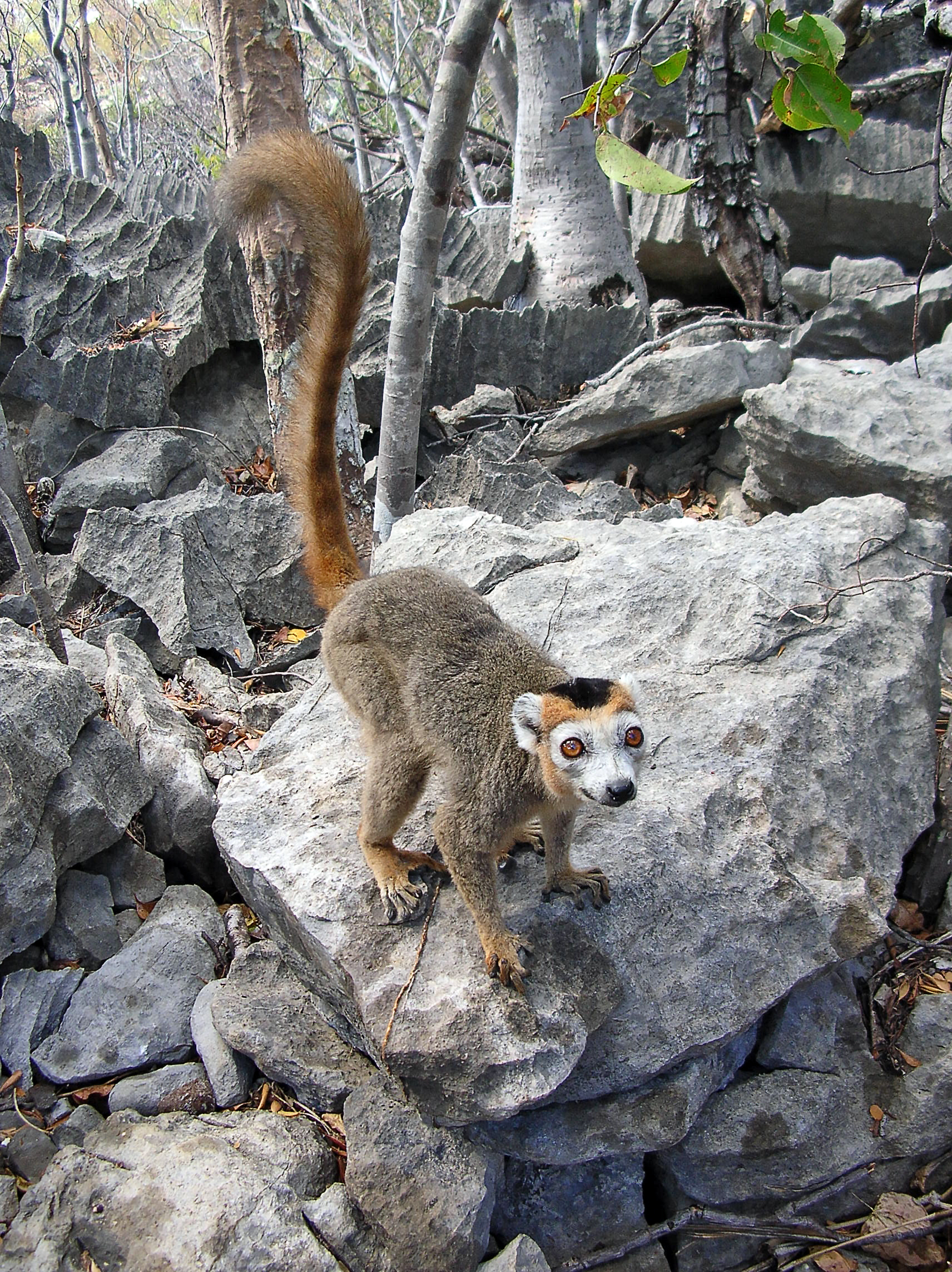
在安卡拉納保護區拍攝到的冠狐猴

安卡拉納保護區探險隊1980年代起對保護區的動植物進行編目，此記載於珍·威爾遜-霍華斯博士的遊記《失落的世界之狐猴》以及多個科學出版物中。保護區發現已滅絕大型狐猴的亞化石遺骸，以及仍存在但尚未有記載的盲魚、蝦，以及其他無脊椎動物物種。幾位探險隊成員提供照片給一本馬達加斯加圖說指南，該指南以安卡拉納的鱷魚洞為特色點。
在1986年考察期間，菲爾·查普曼（Phil Chapman）和讓－埃利·蘭德里亞馬西（Jean-Elie Randriamasy）整理了一份保護區鳥類名單，記錄32個科的65種鳥類，占馬達加斯加所有鳥類近三分之一，他們還注意到一種有趣的行為。他們報告指出，許多以昆蟲為食的小鳴禽使用一種不同尋常的策略：包括馬達加斯加壽帶鳥、北雜鶥、短嘴旋木鵯、馬島旋木鵯、馬島黑鵯、斯韋花蜜鳥、白額厚嘴鵙等物種在一起覓食，不同的鳥類似乎都專注於牠們特定的區域覓食昆蟲獵物，一些集中於樹幹與大分枝、一些集中於小樹枝、一些集中於樹葉下方。通過這樣的方式共同行動，牠們可能會提高覓食效率，因為各種鳥類都可以捕捉到目標獵物，也更安全地免受掠食者的攻擊，因為一大群鳥類分頭警戒，更有可能發現接近中的危險處。
安卡拉納保護區是冠狐猴、桑氏美狐猴，和其他哺乳動物種的重要棲息地。其他發現的物種包括北鼬狐猴、赤褐倭狐猴、肥尾鼠狐猴、叉斑鼠狐猴、東部毛狐猴、冕狐猴、佩氏冕狐猴、指猴、灰馴狐猴。
此外，保護區內還發現一些狐猴的亞化石，包括大竹狐猴、大狐猴、擬大狐猴、中原狐猴、古原狐猴、古狐猴等。